# Heiliggeistkirche (Calheta)

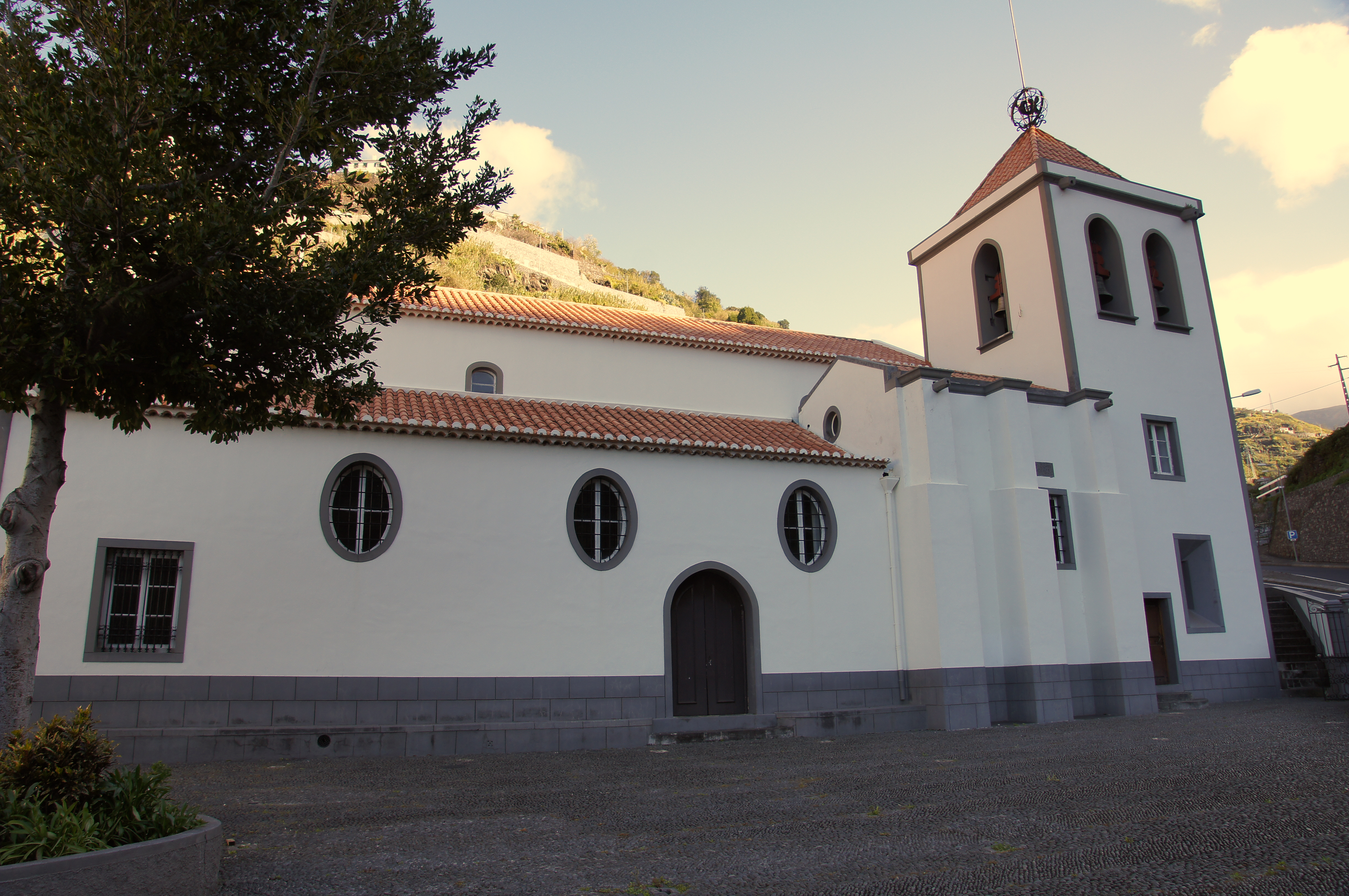
Die Heiliggeistkirche in Calheta

Die Heiliggeistkirche (portugiesisch Igreja Matriz do Espírito Santo, Igreja Matriz da Calheta) ist die Pfarrkirche (port. Igreja Matriz, wörtlich: Mutterkirche) der Gemeinde Calheta auf der Insel Madeira. Sie ist dem Heiligen Geist geweiht. Das Patrozinium wird an Pfingsten begangen.
Der Sakralbau steht seit 1977 unter Denkmalschutz.

## Geschichte und Ausstattung

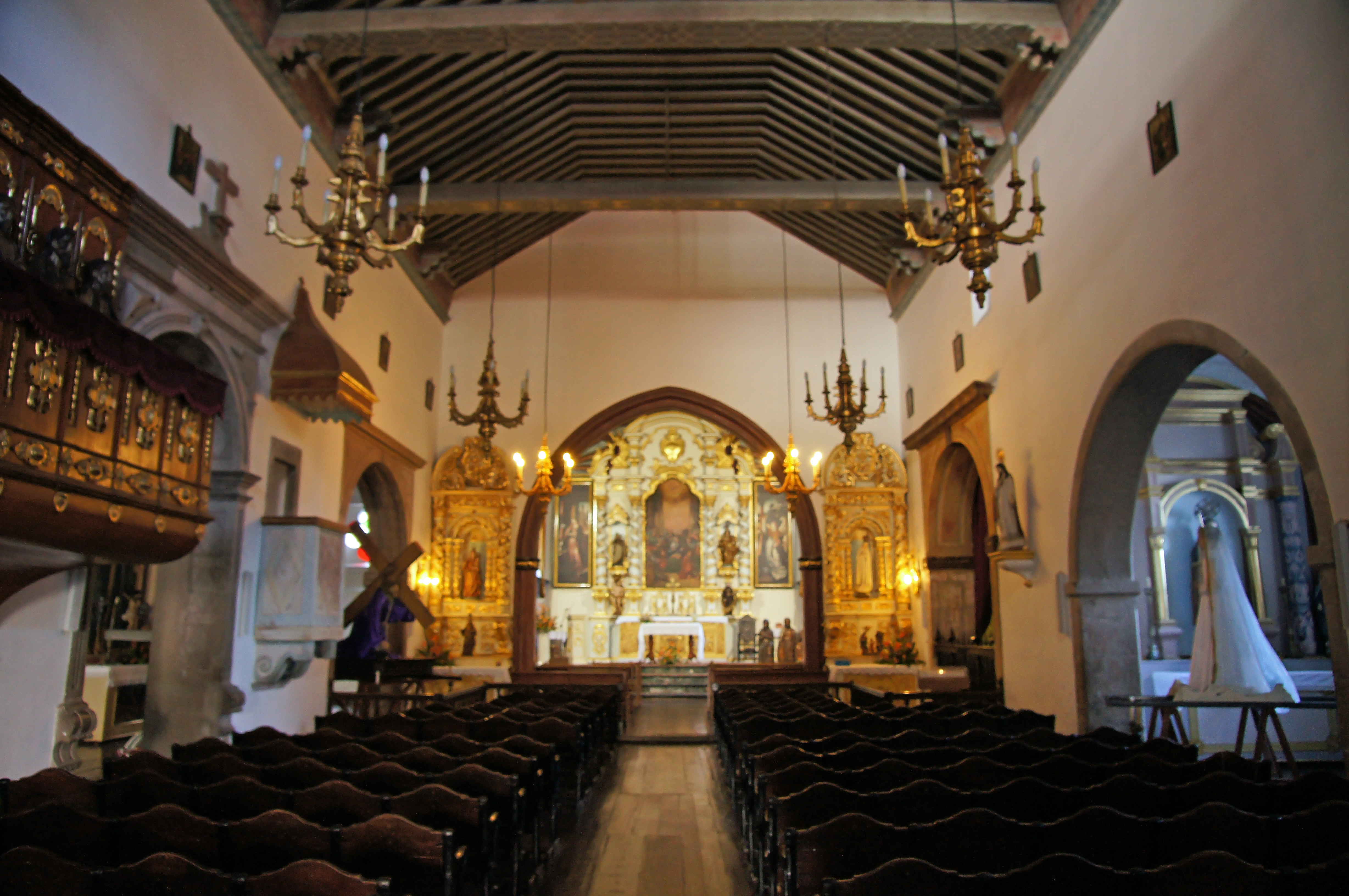
Blick in den Innenraum

Es handelt sich um ein Gebäude aus der Mitte des 16. Jahrhunderts mit Merkmalen des Manuelinstils und des Manierismus-Stils. Die Kirche erfuhr 1639 einen Wiederaufbauprozess. Sie beherbergt einen reichen künstlerisch-religiösen Schatz, z. B. das Sakral aus Ebenholz mit Details aus Silber (eine Gabe von König D. Manuel I.), das manueline Kreuzprozessional und ein flämisches Triptychon aus dem XVI. Jahrhundert, das sich aber heute im Museum für Sakrale Kunst von Funchal befindet.